# Тетра Пак
„Тетра Пак“ (на шведски: Tetra Pak) е компания от Швеция, основана от Рубен Раузинг и Ерик Валенберг в Лунд през 1951 г.
Първият продукт на „Тетра Пак“ е революционна картонена кутия, използвана за съхранение и транспортиране на мляко. Раузинг работи върху нея от 1943 и към 1950 г. вече е усъвършенствал техниката за правене на кутиите напълно херметични, използвайки система от картон, покрит с пластмасов филм. Тези първоначални кутии имат тетраедърна форма, откъдето идва и името на фирмата. През 1963 г. Тетра Пак започва да произвежда Tetra Brik, правоъгълна кутия.
Синът на Рубен Райзин, Ханс Райзинг, ръководи Тетра Пак от 1954 до 1985 г., превръщайки я в една от най-големите шведски корпорации. При смъртта си през 1983 г. Рубен Райзинг е най-богатият човек в Швеция.
Тетра Пак е най-големият в света доставчик на кутии и бутилки за мляко, плодови сокове и други течни продукти. Тя произвежда и оборудване, използвано за пакетиране на храни. През 2002 г. тя има над 20 000 служители.